# Son Sang-yeon
Son Sang-yeon (kor. 손상연; ur. 2 kwietnia 2002 w Daejeon) – południowokoreański aktor.

## Życiorys
Son Sang-yeon pochodzi z miejscowości Daejeon, z dzielncy Seo. Ukończył tam szkołę średnią, po czym wraz z rodziną przeprowadził się do Seulu. W stolicy kontynuował swoją naukę w szkole średniej Seoul Baemyeong High School i jednocześnie rozwijał swoją karierę aktorską.

## Kariera
Son Sang-yeon jest związany z agencją Awesome ENT.

## Życie prywatne
8 listopada 2021 roku Son Sang-yeon zaciągnął się do służby wojskowej i został z niej zwolniony 7 maja 2023 roku.

## Filmografia

### Filmy
- 2018: Eo-je il-eun mo-du kwaen-chanh-ha jako Yong-joo
- 2024: Funkcjonariusz z czarnym pasem

### Seriale
- 2017: Su-sang-han Pa-teu-neo jako młody No Ji-wook
- 2018: Il-dan Ddeu-geob-ge Cheong-so-ha-ra jako nastoletni Jang Seon-gyeol
- 2019:
  - Yeon-ae-mi-su jako Kang Pa-rang
  - Le-bel-eop jako Kim-hoon
- 2021: Racket Boys jako Bang Yoon-dam
- 2022: All of Us Are Dead jako Jang Woo-jin[6]

## Nagrody i nominacje
Son Sang-yeon wygrał w 2021 roku SBS Drama Awards w kategorii "Best New Actor" za rolę w filmie Rocket Boys.